# Takeshi Hamada
Takeshi Hamada (濱田 武 Hamada Takeshi?, nacido el 21 de diciembre de 1982 en Osaka) es un futbolista japonés que se desempeña como centrocampista.

## Trayectoria

### Clubes
| Club             | País  | Año         |
| ---------------- | ----- | ----------- |
| Cerezo Osaka     | Japón | 2001 - 2009 |
| Sagan Tosu       | Japón | 2005 - 2006 |
| Tokushima Vortis | Japón | 2010 - 2017 |

## Estadística de carrera

### J. League
| Club             | Año   | J. League | J. League | Copa J. League | Copa J. League | Total | Total |
| Club             | Año   | Part.     | Goles     | Part.          | Goles          | Part. | Goles |
| ---------------- | ----- | --------- | --------- | -------------- | -------------- | ----- | ----- |
| Cerezo Osaka     | 2001  | 0         | 0         | 0              | 0              | 0     | 0     |
| Cerezo Osaka     | 2002  | 14        | 0         | -              | -              | 14    | 0     |
| Cerezo Osaka     | 2003  | 13        | 0         | 1              | 0              | 14    | 0     |
| Cerezo Osaka     | 2004  | 18        | 1         | 3              | 0              | 21    | 1     |
| Cerezo Osaka     | 2005  | 1         | 0         | 0              | 0              | 1     | 0     |
| Sagan Tosu       | 2005  | 12        | 1         | -              | -              | 12    | 1     |
| Sagan Tosu       | 2006  | 41        | 4         | -              | -              | 41    | 4     |
| Cerezo Osaka     | 2007  | 36        | 0         | -              | -              | 36    | 0     |
| Cerezo Osaka     | 2008  | 19        | 0         | -              | -              | 19    | 0     |
| Cerezo Osaka     | 2009  | 34        | 2         | -              | -              | 34    | 2     |
| Tokushima Vortis | 2010  | 32        | 3         | -              | -              | 32    | 3     |
| Tokushima Vortis | 2011  | 22        | 0         | -              | -              | 22    | 0     |
| Tokushima Vortis | 2012  | 29        | 1         | -              | -              | 29    | 1     |
| Tokushima Vortis | 2013  | 39        | 1         | -              | -              | 39    | 1     |
| Tokushima Vortis | 2014  | 33        | 0         | 3              | 1              | 36    | 1     |
| Tokushima Vortis | 2015  | 40        | 2         | -              | -              | 40    | 2     |
| Tokushima Vortis | 2016  | 16        | 0         | -              | -              | 16    | 0     |
| Tokushima Vortis | 2017  | 5         | 0         | -              | -              | 5     | 0     |
| Total            | Total | 404       | 15        | 7              | 1              | 411   | 16    |